# Трояны (Львовская область)
Трояны (укр. Трояни) — село в Ралевской сельской общине Самборского района Львовской области Украины.
Население по переписи 2001 года составляло 87 человек. Занимает площадь 1,4 км². Почтовый индекс — 81481. Телефонный код — 3236.